# Batalha de Arcadiópolis (970)
A Batalha de Arcadiópolis foi travada em 970 entre um exército bizantino comandado por Bardas Esclero e uma força invasora da Rússia de Quieve, que incluía também aliados búlgaros, pechenegues e magiares. Nos anos anteriores, o monarca dos rus', Esvetoslau havia conquistado a Bulgária e passou a ameaçar o Império Bizantino também. A força invasora rus' avançava pela Trácia em direção a Constantinopla quando encontrou o exército de Esclero que vinha para enfrentá-la.
Com menos homens, o general bizantino preparou uma emboscada e atacou os rus' com uma porção ínfima de sua força. Em seguida, os bizantinos fingiram se retirar e conseguiram atrair o contingente pechenegue para a emboscada, aniquilando-o. O restante do exército rus' entrou em pânico e fugiu, sofrendo pesadas perdas para as forças bizantinas que vinham em perseguição. A batalha foi importante pois deu tempo para que o imperador bizantino João I Tzimisces resolvesse os problemas internos que enfrentava e arregimentasse suas forças, que finalmente derrotaram Esvetoslau no ano seguinte.

## Contexto
Em 965 ou 966, uma embaixada do Império Búlgaro foi enviada ao imperador Nicéforo II Focas (r. 963–969) em Constantinopla para receber o tributo anual que havia sido acordado entre as duas potências como preço da paz em 927. Focas, encorajado por uma sequência de vitórias sobre os árabes no oriente que resultaram na reconquista de Creta, Chipre e a Cilícia, recusou-se a pagar e mandou espancar os enviados. Para tornar as coisas ainda piores, enviou uma pequena força militar para arrasar diversos postos fronteiriços búlgaros na Trácia, numa evidente demonstração de força.
Mais do que isso, tratava-se de uma clara declaração de guerra, mas as forças principais de Nicéforo continuavam ocupadas no oriente. Assim, o imperador mais uma vez utilizou-se do tradicional expediente bizantino de recrutar um dos povos que viviam ao norte, na região da moderna Ucrânia, contra a Bulgária. O imperador enviou um embaixador, o patrício Calóciro, até Esvetoslau I, monarca da Rússia de Quieve, com que os bizantinos mantinham relações estreitas. A resposta foi entusiástica e os rus' invadiram a Bulgária em 967 ou 968 num raide devastador e logo depois teve que voltar a Quieve para defendê-la de um ataque pechenegue. A invasão forçou o imperador Pedro I a negociar, concordando com termos que eram favoráveis aos bizantinos. Porém, este breve incidente despertou o desejo de conquistar a Bulgária em Esvetoslau e ele retornou com força total em julho ou agosto de 969, conquistando o país inteiro em uns poucos meses.
O plano de Nicéforo se mostrou completamente equivocado: ao invés de paz, um novo e formidável inimigo dominava agora a região dos Bálcãs e a maior parte da nobreza búlgara se alinhou ao príncipe rus'. O imperador, porém, foi assassinado em dezembro de 969 e foi seu sucessor, João I Tzimisces (r. 969–976) quem teve que lidar com a ameaça. Esvetoslau se mostrava cada vez mais interessado nos territórios bizantinos e ele respondeu aos pedidos de paz de João afirmando que o preço seria os territórios bizantinos na Europa. O próprio Tzimisces, por outro lado, estava preocupado em consolidar sua posição no trono contra a ameaça da poderosa família Focas e seus aliados e, por isso, delegou a guerra nos Bálcãs ao seu cunhado, o doméstico das escolas Bardas Esclero, e ao estratopedarca eunuco Pedro Focas. Eles deveriam invernar na Trácia e recrutar um exército enquanto tentavam espionar os planos de Esvetoslau.
Ao saber disso, uma poderosa força rus', reforçada por contingentes búlgaros e pechenegues, marchou para o sul atravessando a cordilheira dos Balcãs. Depois de saquear a última grande fortaleza búlgara em Filipópolis (moderna Plovdiv), os rus' ignoraram a fortemente defendida Adrianópolis (Edirne) e seguiram direto para Constantinopla. O tamanho do exército e se ele era composto por todas as forças de Esvetoslau ou apenas uma divisão é incerto. João Escilitzes, por exemplo, deixa implícito que era o último exército rus', com incríveis 308 000, mas o contemporâneo Leão, o Diácono, relata que tratava-se de um destacamento de "mais de 30 000"; já a "Crônica Primária" russa afirma que seria o exército rus' "inteiro" de Esvetoslau, com cerca de 30 000, afirmando que os rus' em Arcadiópolis eram apenas 10 000 para enfrentar 100 000 bizantinos. É claro, porém, que os bizantinos estavam em considerável desvantagem numérica e que a força rus' em Arcadiópolis incluía um considerável número de búlgaros, pechenegues e "turcos" (que, neste contexto, eram os magiares).

## A batalha
Esclero rapidamente reuniu uma força de dez ou doze mil homens e marchou para enfrentar os rus'. Os dois exércitos se encontraram em Arcadiópolis (moderna Lüleburgaz, na Trácia turca), a uns 80 quilômetros a oeste de Constantinopla. Os dois principais relatos do lado bizantino diferem sobre as preliminares da batalha: Leão, o Diácono afirma que Esclero enviou um destacamento de batedores à frente sob a liderança do patrício João Alacaseu e iniciou o combate apenas um dia depois enquanto que a "Crônica" de Escilitzes, posterior, relata que, por uns poucos dias, Esclero e seus homens permaneceram dentro da cidade murada enquanto os rus' estavam acampados num local próximo, recusando-se a sair para dar-lhes combate apesar dos repetidos desafios dos invasores. De acordo com Escilitzes, os rus' rapidamente se convenceram que o exército bizantino estavam apavorado demais para enfrentá-los e, por isso, passaram a saquear a região, negligenciando as defesas do acampamento ao passar as noites em despreocupadas festanças.

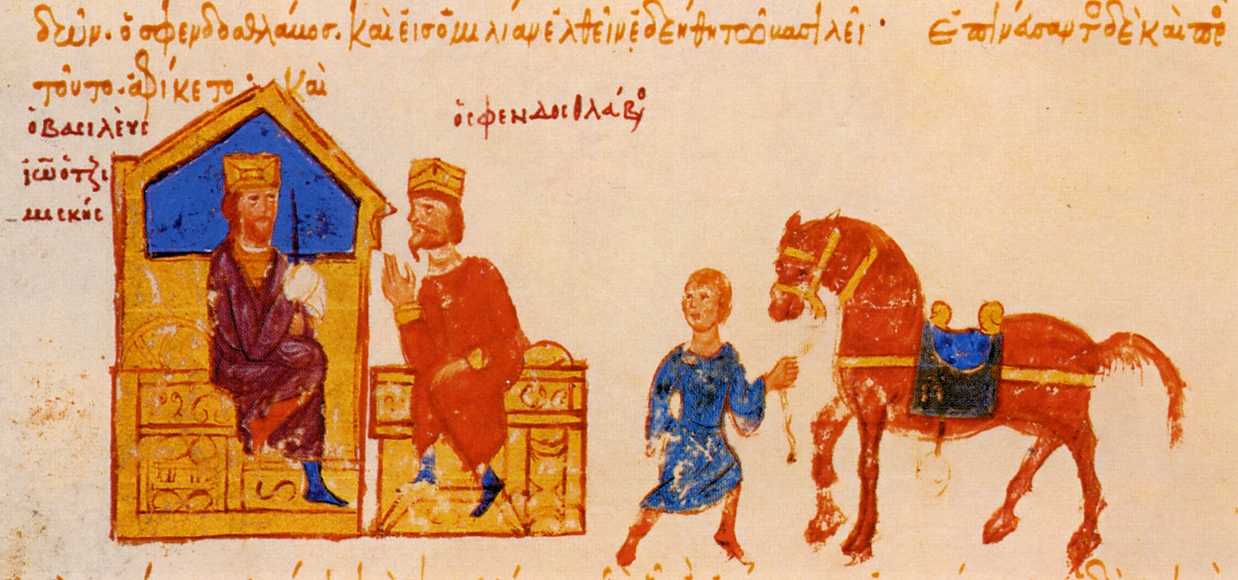
Encontro de Esvetoslau e João I Tzimisces.
Iluminura no Escilitzes de Madrid

Seja como for, Esclero em algum momento saiu e dividiu suas forças em três grupos: duas divisões foram postadas em posição de emboscada nas florestas que ladeavam a estrada que levava ao acampamento rus' enquanto o outro, com provavelmente apenas 2 000-3 000 homens, liderado por ele próprio (ou Alacaseu no relato de Escilitzes), partiu para o ataque direto às forças russas. Os exércitos se encontraram e rapidamente os bizantinos atacaram o contingente pechenegue. Logo em seguida, começaram um recuo gradual e ordenado, com repetidas voltas para atacar os pechenegues, que vinham em perseguição e, por isso, se separaram do contingente principal rus'. O combate foi feroz e sangrento, exigindo muito da resistência e disciplina da diminuta força bizantina. De acordo com Leão, em certo ponto, um dos pechenegues atacou o próprio Esclero e conseguiu atingir seu elmo, sendo desviado pelo metal sem provocar dano maior. O irmão mais jovem de Esclero, Constantino, veio para socorrer e matou o atacante.
Quando as duas forças alcançaram o local da emboscada, Bardas ordenou que as trombetas fossem tocadas e as duas divisões bizantinas que estavam escondidas atacaram os pechenegues por ambos os flancos e pela retaguarda. Separados de seus aliados e cercados, os pechenegues entraram em pânico e iniciaram uma fuga desabalada. Um dos líderes ainda tentou mantê-los juntos, mas foi atacado pelo próprio Esclero, que, segundo os relatos, matou-o com um único golpe de espada que o cortou em dois da cabeça até a cintura, atravessando elmo e armadura. Este foi o evento decisivo que transformou a batalha numa derrota completa e o pânico que seguiu tomou o contingente búlgaro que vinha atrás dos pechenegues, resultando em pesadas baixas e num caos total. As baixas bizantinas foram baixas (Escilitzes relata 25 e Leão, 55 mortos), com muitos cavalos perdidos para as flechas pechenegues. Já as baixas na força rus', certamente menores que os 20 000 relatados por Leão, foram importantes, provavelmente na casa dos diversos milhares.

## Consequências
Os bizantinos não conseguiram tirar proveito desta vitória e nem perseguir o resto do exército rus', pois Bardas Focas iniciou uma revolta na Ásia Menor. Esclero e seus homens tiveram que recuar enquanto Esvetoslau manteve seus exércitos a norte da cordilheira dos Balcãs. Na primavera do ano seguinte, porém, com a revolta de Focas subjugada e com o próprio Tzimisces à frente, o exército bizantino invadiu a Bulgária. Os bizantinos tomaram a capital, Preslav, capturaram o tsar Bóris II e confinaram os rus' à fortaleza de Dorostolo (moderna Silistra). Depois de um cerco de três meses e uma série de acirradas batalhas perante as muralhas da cidade, Esvetoslau cedeu e abandonou a Bulgária.